# Alto Estanqueiro-Jardia
Alto Estanqueiro-Jardia era una freguesia portuguesa del municipio de Montijo, distrito de Setúbal.

## Historia
Fue suprimida el 28 de enero de 2013, en aplicación de una resolución de la Asamblea de la República portuguesa promulgada el 16 de enero de 2013 al unirse con la freguesia de Atalaia, formando la nueva freguesia de Atalaia e Alto Estanqueiro-Jardia.